# Olof Rudbeck le Jeune
Pour les articles homonymes, voir Rudbeck.
Olaus ou Olof Olai Rudbeck le Jeune est un explorateur, naturaliste et médecin suédois, né le 15 mars 1660 à Uppsala et mort le 23 mars 1740 dans cette même ville.

## Biographie
Il est le fils Olof Rudbeck (1630-1702), professeur de médecine à l’université d'Uppsala où il succède à son père en 1692. Ce botaniste et ornithologue distingué obtient son titre de docteur en 1690 à Utrecht. Il voyage en Laponie en 1695 au sein d’une expédition commandité par le roi avec la mission d’étudier la nature et notamment les montagnes. Il rapporte de nombreux spécimens de plantes et d’oiseaux. Seule une partie de son manuscrit paraît, le reste de son manuscrit est détruit par le feu qui en 1702 ravage une grande partie de la ville d’Uppsala. Sa collection (d'oiseaux, de plantes, d'insectes, etc.) disparaît également dans ce sinistre. 215 de ses illustrations en couleurs d’oiseaux survivent. 
Le jeune Carl von Linné (1707-1778) est employé par Rudbeck comme tuteur de ses jeunes fils. Linné décrira les oiseaux figurant sur les illustrations de Rudbeck et dédiera à ce dernier le genre Rudbeckia de la famille des Asteraceae.
Rudbeck se détourne au début du XVIIIe siècle de l’histoire naturelle pour se consacrer à des recherches sur les relations hypothétiques entre les langues hébreu et laponne. Sa sœur, Wendela, se marie avec Peter Olai Nobelius dont descend le célèbre Alfred Nobel (1833-1896).